# Swanscombe and Greenhithe
Swanscombe and Greenhithe är en civil parish i grevskapet Kent i sydöstra England. Den ligger i distriktet Dartford och utgörs av orterna Swanscombe samt Greenhithe. Civil parishen hade 14 401 invånare vid folkräkningen år 2021.